# Clément Lenglet
Clément Nicolas Laurent Lenglet (* 17. Juni 1995 in Beauvais) ist ein französischer Fußballspieler. Der Innenverteidiger steht als Leihspieler des FC Barcelona bei Atlético Madrid unter Vertrag.

## Karriere

### Im Verein
Clément Lenglet kam 2001 in die Jugend von AMS Montchevreuil in Fresneaux-Montchevreuil. Nach sechs Jahren wechselte er in die des US Chantilly. In Chantilly verbrachte er seine Jugendzeit bis 2010, als er zur AS Nancy wechselte. Schon knapp zwei Jahre später wurde er erstmals im Alter von 16 Jahren in der zweiten Mannschaft des Vereins eingesetzt.
Am 27. September 2013 kam Lenglet zu seinem Debüt im Profifußball, als er in der Zweitligapartie gegen den AC Arles-Avignon von Beginn an aufgeboten wurde und das Spiel bis zum Ende durchspielte.
Im Januar 2017 wurde er vom spanischen Erstligisten FC Sevilla verpflichtet, bei dem er sich sofort einen Stammplatz erspielte.
Zur Saison 2018/19 wechselte Lenglet zum FC Barcelona, der die Ausstiegsklausel in Höhe von 35,9 Millionen Euro zog und ihn mit einem Vertrag mit einer Laufzeit bis zum 30. Juni 2023 sowie einer Ausstiegsklausel in Höhe von 300 Millionen Euro ausstattete. Im Oktober 2020 verlängerte er diesen Vertrag bis zum 30. Juni 2026; die Ausstiegsklausel blieb unverändert.
Zur Saison 2022/23 wechselte der Franzose für ein Jahr auf Leihbasis in die Premier League zu Tottenham Hotspur. Nach Ablauf der Leihe kehrte er im Sommer 2023 zunächst nach Barcelona zurück, spielte unter Xavi allerdings keine Rolle mehr. Daher wechselte er Anfang September 2023 am letzten Tag der Transferperiode bis zum Ende der Saison 2023/24 auf Leihbasis zu Aston Villa.
Zur Saison 2024/25 kehrte Lenglet zunächst nach Barcelona zurück, spielte unter Hansi Flick aber keine Rolle mehr. Ende August 2024 wechselte er bis zum Saisonende auf Leihbasis zum Ligakonkurrenten Atlético Madrid.

### In der Nationalmannschaft
Bei der Europameisterschaft 2021 gelangte er mit der französischen Auswahl bis ins Achtelfinale, ehe Frankreich dort gegen die Schweiz im Elfmeterschießen ausschied.

## Titel

### Nationalmannschaft
- UEFA-Nations-League-Sieger: 2021

### Vereine
Frankreich
- Zweitligameister und Aufstieg in die Ligue 1: 2016

Spanien
- Meister: 2019
- Pokalsieger: 2021
- Superpokalsieger: 2018